# Kumple to grunt
Kumple to grunt – piąty album grupy Zespół Reprezentacyjny, nagrany podczas koncertów w Studiu im. Agnieszki Osieckiej w Warszawie 14 i 15 czerwca 2007. Ukazał się w 13 grudnia tego samego roku jako książka z płytą w serii Biblioteka Gazety Wyborczej, pod wspólnym szyldem wydawniczym Galapagos Music i Agora b/nr. kat.
Na repertuar płyty składają się piosenki francuskiego autora Georges’a Brassensa, w polskich wersjach językowych dwóch członków zespołu, Jarosława Gugały i Filipa Łobodzińskiego. Większość stanowią piosenki, które znalazły się w repertuarze zespołu niedawno, choć kilka muzycy wykonywali na żywo jeszcze pod koniec lat 1980.
Dodatkowo do płyty dołączono studyjne nagranie ich starej piosenki Król, z gościnnym udziałem Katarzyny Nosowskiej, Muńka Staszczyka, Tomasza Lipińskiego, Adama Nowaka, Wojciecha Waglewskiego, Grabaża i Marcina Świetlickiego. Król został zarejestrowany we wrześniu i październiku tego samego roku. Piosenka jest też wydana 17 października 2007 na singlu, promującym album. Tam umieszczona została w dwóch wersjach – pełnej i „lajt” (bez słów nieparlamentarnych). Trzecią piosenką na singlu jest tytułowa piosenka albumu.
16 czerwca 2010 roku album uzyskał w Polsce status złotej płyty sprzedając się w nakładzie 15 000 egzemplarzy.

## Lista utworów
1. „Kumple to grunt” – 3:29
2. „Gdyby była” – 4:30
3. „Śmierć za idee” – 4:54
4. „Podła i ładny biust” – 3:48
5. „Łajdak” – 2:37
6. „Mniszka” – 5:14
7. „K... podła ty” – 3:25
8. „Skarga dziewcząt uciesznych” – 3:30
9. „Pogrom” – 3:58
10. „Róża, butelka i uścisk dłoni” – 4:03
11. „W rynsztoku” – 3:37
12. „Bratek” – 2:23
13. „Mamo, tato” – 2:30
14. „Saturn” – 4:22
15. „Niemal wszystkie” – 4:08
16. „Płaszcz” – 3:03
17. „Przecudny kwiat na ciele cielęcia” – 3:15
18. „Testament” – 4:47
19. „Tu wiek nie ma znaczenia” – 3:03
20. „Król” – 4:21

## Skład zespołu
- Jarosław Gugała – pianino Yamaha, śpiew, puzon gębowy w 15.
- Filip Łobodziński – gitara klasyczna, śpiew
- Marek Wojtczak – kontrabas, śpiew
- Marek Karlsbad – menedżer

oraz
- Tomasz Gąssowski – szczotka do włosów, tara do prania
- Tomasz Hernik – akordeon, puzon altowy, puzon tenorowy, dyszkant w 4.
- Marcin Kalisz – perkusja